# Diceratus
Diceratus ("Tvåhornsansikte") var ett släkte växtätande dinosaurier (ceratopsia) som levde i Wyoming, nordvästra USA för 68 milj. år sedan. Man känner bara till en skalle, som hittades i början av 1900-talet.

## Beskrivning
Diceratops var en ceratopsid som antagligen gick på alla fyra, hade tung kropp och stor skalle med horn och en krage som sträckte sig från bakhuvudet mot nacken. Diceratops var förmodligen i samma storlek som den samtida Triceratops, och såg nästan likadan ut i fråga om horn och krage. Men till skillnad från Triceratops benkrage, som var helt solid, så hade Diceratus krage små håligheter. 

## Taxonomi
Under lång tid har det ifrågasatts om fyndet från Diceratops/Diceratus/Nedoceratops egentligen var ett eget släkte, en art inom släktet Triceratops, eller en misstolkad individ av en Triceratops. Några forskare har till exempel menat att benkragens håligheter är läkta skador av något slag. Idag tror man dock att Diceratops är ett eget släkte.